# Kotto (rivière)
Cet article possède des paronymes, voir Coteau et Koto.
Pour les articles homonymes, voir Kotto.
La Kotto est une rivière d'Afrique centrale qui coule en République centrafricaine. C'est un affluent important de l'Oubangui en rive droite, donc un sous-affluent du fleuve Congo.
La rivière a donné son nom aux préfectures centrafricaines de la Basse-Kotto et de la Haute-Kotto. 

## Géographie
La Kotto prend sa source dans le massif des Bongo, au nord-est de la Centrafrique, à proximité immédiate de la frontière soudanaise (région du Darfour), à une trentaine de kilomètres au sud-est du parc national André-Félix. Elle coule d'abord globalement vers le sud-ouest. À mi-parcours elle s'incline vers le sud et garde cette orientation tout au long de son cours inférieur, où elle forme frontière entre les préfectures de la Basse-Kotto et du Mbomou. Elle se jette dans l'Oubangui en rive droite près de la petite localité de Limassa, face au territoire de la république démocratique du Congo, à une petite centaine de kilomètres en amont de la ville centrafricaine de Mobaye.

Vues historiques
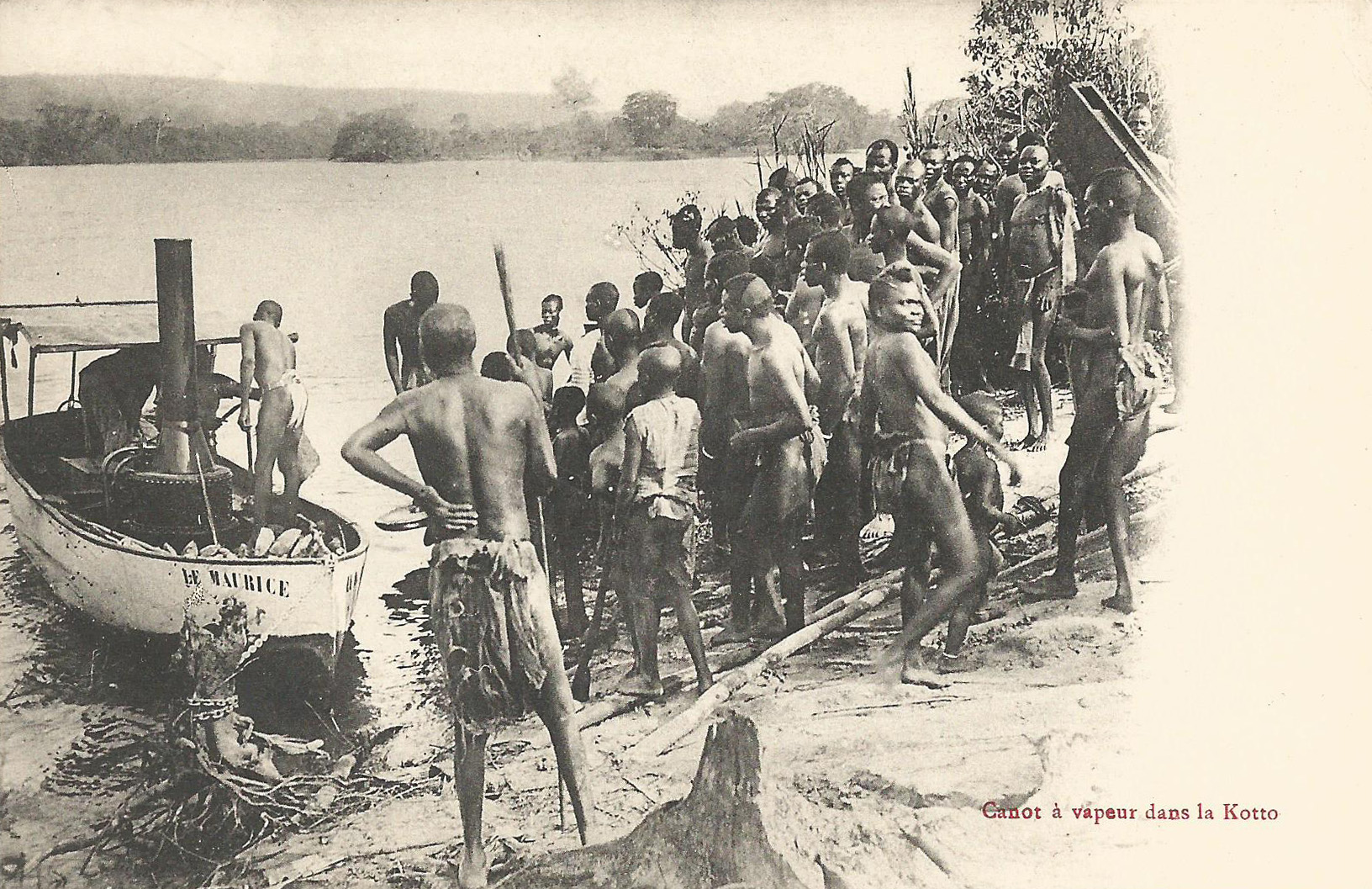
Canot à vapeur dans la Kotto.
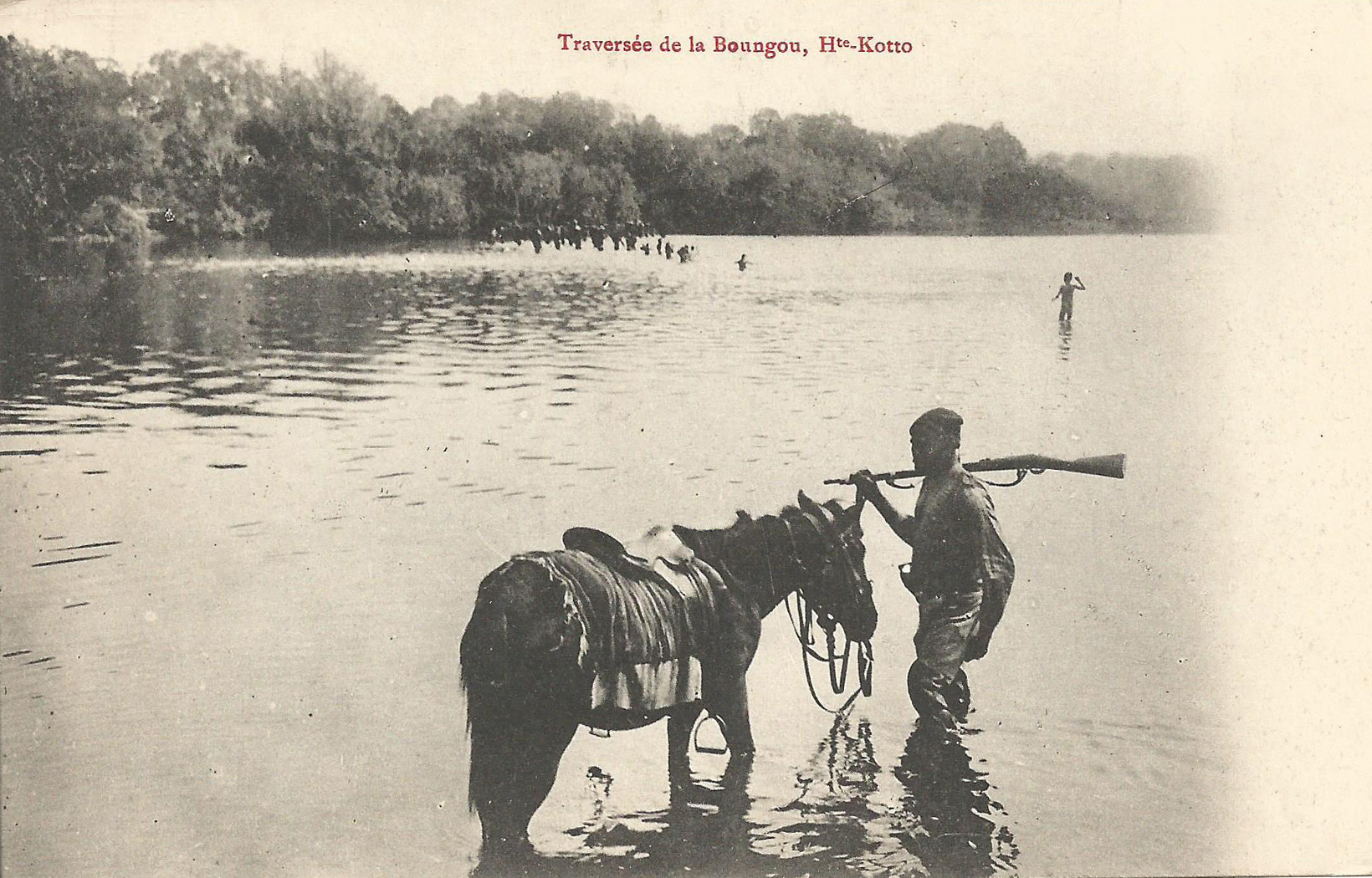
Traversée de la Boungou, affluent de rive droite.

## Hydrométrie - Les débits à Kembé
Le débit de la rivière a été observé pendant 25 ans (1948-1973) à Kembé, localité de Centrafrique située à peu de distance de sa confluence avec l'Oubangui  et à une altitude de 415 mètres . 
À Kembé, le débit annuel moyen ou module observé sur cette période a été de 447 m3/s pour une surface prise en compte de 78 400 km², soit la quasi-totalité du bassin versant de la rivière.
La lame d'eau écoulée dans le bassin atteint ainsi le chiffre de 180 millimètres par an, ce qui peut être considéré comme satisfaisant, voire abondant dans le contexte du climat de savane régnant dans la plus grande partie de son bassin.
La Kotto est un cours d'eau abondant, assez bien alimenté en toutes saisons et assez régulier. On distingue les deux périodes classiques dans la région des savanes de l'hémisphère nord : celle des basses eaux d'hiver-printemps et celle des hautes eaux d'été-automne, périodes correspondant aux saisons sèche et humide des régions traversées. Le débit moyen mensuel observé en avril (minimum d'étiage) atteint 151 m3/s, soit 6 à 7 fois moins que le débit moyen du mois d'octobre, ce qui montre une irrégularité saisonnière réduite. Sur la durée d'observation de 25 ans, le débit mensuel minimal a été de 77 m3/s, tandis que le débit mensuel maximal s'élevait à 1 460 m3/s.